# 3488 Brahic
3488 Brahic è un asteroide della fascia principale. Scoperto nel 1980, presenta un'orbita caratterizzata da un semiasse maggiore pari a 2,6060670 UA e da un'eccentricità di 0,1840303, inclinata di 14,14124° rispetto all'eclittica.